# Акулова, Марина Сергеевна
Мари́на Серге́евна Аку́лова (род. 13 декабря 1985, Челябинск) — российская волейболистка. Чемпионка мира 2006. Связующая. Заслуженный мастер спорта России.

## Биография
Начала заниматься волейболом в Челябинске в 1992 году. Первый тренер — Л. В. Сухова. Выступала за команды: 2001—2004 — «Метар» (Челябинск), 2004—2008 — «Самородок» (Хабаровск), 2008—2012, 2015 — «Омичка» (Омск), 2012—2014 — «Динамо» (Москва), 2014—2015 — «Автодор-Метар» (Челябинск). В январе 2016 года заключила контракт с французской командой «Расинг Клуб де Канн», в составе которого стала серебряным призёром чемпионата Франции и обладателем Кубка страны. В июне 2016 перешла в российский ВК «Сахалин».
В составе хабаровского «Самородка» волейболистка стала бронзовым призёром чемпионата России 2007, серебряным призёром Кубка России 2005. В составе «Омички» — бронзовый призёр Кубка России 2009. В составе московского «Динамо» — победитель (2013) и серебряный призёр (2012) Кубка России, серебряный призёр чемпионата страны 2013 и 2014.

## Сборная России
В 2006—2008 и в 2012 году Марина Акулова выступала за сборную России по волейболу. В её составе: чемпионка мира 2006, серебряный призёр Гран-при 2006, бронзовый призёр чемпионата Европы 2007, участница Олимпийских игр 2008. В конце 2006 года Марине Акуловой было присвоено звание заслуженный мастер спорта России.